# Verena Stuffer
Verena Stuffer (* 23. Juni 1984 in Bozen) ist eine ehemalige italienische Skirennläuferin. Die Südtirolerin war auf die schnellen Disziplinen Abfahrt und Super-G spezialisiert.

## Biografie
Stuffer nahm im Winter 1999/2000 erstmals an FIS-Rennen und den italienischen Meisterschaften teil. Im nächsten Winter folgten die ersten Starts im Europacup. Nachdem sie im Januar 2002 erstmals in einem FIS-Rennen auf dem Podest gestanden war, gewann sie drei Wochen später mit Rang 25 in der Abfahrt von Tarvis ihre ersten Punkte im Europacup. Nach ersten Top-10-Ergebnissen Anfang 2005 feierte sie am 13. Dezember 2005 im Riesenslalom von Alleghe ihren ersten Sieg im Europacup. Bei Juniorenweltmeisterschaften, an denen sie 2002 und 2004 teilnahm, war ihr bestes Ergebnis der elfte Platz in der Abfahrt 2002. 
Im Weltcup kam Stuffer ab Januar 2003 sporadisch zum Einsatz. Ihre ersten Weltcuppunkte gewann sie im Februar 2005 mit Platz 25 in der Kombination von San Sicario. Seit der Saison 2007/08 ist sie regelmäßig im Weltcup am Start. Nachdem sie zuvor noch nie unter die schnellsten 20 gefahren war, erreichte sie am 2. Februar 2008 mit Platz acht in der Abfahrt von St. Moritz ihr erstes Top-10-Ergebnis. Ein weiteres Top-10-Ergebnis gelang Stuffer, die sich seit dem Winter 2008/2009 ausschließlich auf die Disziplinen Abfahrt und Super-G konzentriert, im Dezember 2010 mit Platz zehn in der Abfahrt von Val-d’Isère. Im Februar 2009 hatte Stuffer in Val-d’Isère erstmals an Weltmeisterschaften teilgenommen und Platz 23 in der Abfahrt belegt. Zwei Jahre später wurde sie bei den Weltmeisterschaften 2011 in Garmisch-Partenkirchen 27. in dieser Disziplin. Stuffers bestes Weltcupergebnis ist der vierte Platz im Super-G von Cortina d’Ampezzo am 26. Januar 2014.
In der Weltcupsaison 2015/16 fuhr Stuffer dreimal in die Top 10, in der Weltcupsaison 2016/17 zweimal. Sie konnte sich nicht für die Olympischen Winterspiele 2018 qualifizieren und bestritt am 3. März 2018 mit dem Super-G von Crans-Montana ihr letztes Weltcuprennen.

## Erfolge

### Olympische Spiele
- Sotschi 2014: 11. Super-G, 14. Abfahrt

### Weltmeisterschaften
- Saison 2013/14: 10. Super-G-Weltcup
- Val-d’Isère 2009: 23. Abfahrt
- Garmisch-Partenkirchen 2011: 27. Abfahrt
- St. Moritz 2017: 19. Abfahrt

### Weltcup
- 10 Platzierungen unter den besten zehn

### Weltcupwertungen
| Saison  | Gesamt | Gesamt | Abfahrt | Abfahrt | Super-G | Super-G | Kombination | Kombination |
| Saison  | Platz  | Punkte | Platz   | Punkte  | Platz   | Punkte  | Platz       | Punkte      |
| ------- | ------ | ------ | ------- | ------- | ------- | ------- | ----------- | ----------- |
| 2004/05 | 115.   | 4      | –       | –       | –       | –       | 27.         | 4           |
| 2007/08 | 70.    | 58     | 31.     | 58      | –       | –       | –           | –           |
| 2008/09 | 95.    | 28     | 35.     | 28      | –       | –       | –           | –           |
| 2009/10 | 97.    | 27     | 40.     | 27      | –       | –       | –           | –           |
| 2010/11 | 66.    | 77     | 28.     | 54      | 23.     | 33      | –           | –           |
| 2011/12 | 64.    | 96     | 29.     | 53      | 30.     | 43      | –           | –           |
| 2012/13 | 65.    | 95     | 27.     | 59      | 29.     | 36      | –           | –           |
| 2013/14 | 35.    | 210    | 27.     | 78      | 10.     | 132     | –           | –           |
| 2014/15 | 49.    | 132    | 27.     | 56      | 21.     | 76      | –           | –           |
| 2015/16 | 53.    | 145    | 20.     | 126     | 38.     | 19      | –           | –           |
| 2016/17 | 62.    | 115    | 22.     | 101     | 41.     | 14      | –           | –           |
| 2017/18 | 72.    | 68     | 29.     | 44      | 55.     | 1       | –           | –           |

### Europacup
- 3 Podestplätze, davon 2 Siege:

| Datum             | Ort     | Land    | Disziplin    |
| ----------------- | ------- | ------- | ------------ |
| 13. Dezember 2005 | Alleghe | Italien | Riesenslalom |
| 24. Januar 2011   | Pila    | Italien | Super-G *    |

* zeitgleich mit Jessica Depauli

### Juniorenweltmeisterschaften
- Tarvis 2002: 11. Abfahrt
- Maribor 2004: 35. Abfahrt

### Weitere Erfolge
- 2 italienischer Meistertitel (Abfahrt 2017, Super-G 2013)
- 6 Siege in FIS-Rennen